# Veronica Hedman
Eva Veronica Hedman, född 28 mars 1969, är en svensk mediechef och kommunikatör.
Hedman har en bakgrund som reporter för Norrbottens-Kuriren och senare på Tvärsnytt och SVT Växjös ungdomsredaktion.
År 1997 började hon på SVT:s planeringsavdelning i Stockholm. Från den 1 februari 2000 var hon platschef på SVT Falun. Från år 2000 var hon dessutom genreansvarig för fritid och fakta. Hon slutade som platschef i Falun år 2002 för att bli projektledare för lanseringen av den nya Barnkanalen.
Den 1 mars 2004 gick hon över till Utbildningsradion för att bli programchef. Hon var också projektledare för Kunskapskanalen.
Efter att ha lämnat UR har Hedman varit kommunikationschef för bland annat Hjälpmedelsinstitutet och Mälardalens högskola.